# Pyura trita typica
Pyura trita typica is een ondersoort van de zakpijpensoort Pyura trita uit de familie van de Pyuridae.  De wetenschappelijke naam van de ondersoort is voor het eerst geldig gepubliceerd in 1922 door Michaelsen.